# Verstikking
Verstikking is de belemmering van het lichaam in zijn ademhalingsfunctie/gaswisseling: de uitwisseling van de gassen zuurstof (O2) en koolstofdioxide (CO2, koolzuurgas) tussen het lichaam en de omgeving. In de geneeskunde spreekt men van asfyxie, wat vanuit het Grieks: a = zonder en sphuxis, sphugmos = hart- of polsslag betekent.

## Oorzaken
Verstikking kan optreden door een veelheid aan oorzaken:
- Een belemmering van de luchtwegen doordat er zich iets in de luchtwegen bevindt dat toe- en afvoer van gassen verhindert, zoals bij ingeslikte voorwerpen, in de luchtpijp terechtgekomen voedsel of braaksel, tumoren in de luchtwegen.
- Verdringing van zuurstof door een ander gas, of in een afgesloten ruimte het ophopen van uitgeademde kooldioxide (zie toxicologie en veiligheid van kooldioxide) en het opraken van zuurstof. Gassen (zoals stikstof, helium, argon) kunnen verstikking veroorzaken doordat ze de zuurstof verdringen. Bewusteloosheid treedt vrijwel ongemerkt op doordat koolstofdioxide zich niet in het bloed ophoopt (dat kan immers gewoon worden uitgeademd) zodat geen voelbare verzuring optreedt. Het laten verdampen van 1 liter vloeibare stikstof produceert 700 liter stikstofgas, wat in een afgesloten ruimte al dodelijk kan zijn. In een pure stikstofatmosfeer verliest men reeds na enkele ademteugen het bewustzijn om enkele minuten later te overlijden. We spreken ook hier over verstikking en niet over vergassing, daar vergassing plaatsvindt door middel van giftige gassen.
- Een bijzondere situatie dient zich aan bij het inademen van koolstofmonoxide. Dit gas bindt zich veel (ongeveer 240 maal) sterker aan hemoglobine dan zuurstof, waardoor het bloed geen zuurstof meer kan vervoeren.
- Uiteraard kan men ook stikken door zuurstofgebrek door een te lage luchtdruk in het algemeen, bijvoorbeeld bij decompressie van een vliegtuig op grote hoogte.
- De vorm van verstikking die optreedt doordat een vloeistof de luchtwegen deels of geheel heeft opgevuld, wordt verdrinking genoemd. Dit kan vocht zijn dat van buitenaf de luchtwegen binnendringt, maar ook overmatig vocht (of slijm) dat in de luchtwegen zelf geproduceerd wordt, zoals bij asthma cardiale en kroep.
- Een afsluiting van de hogere luchtwegen door uitwendige druk wordt wurging genoemd.
- Het verhinderen van de ademfunctie door het uitoefenen van uitwendige druk op de borstkas (compressie) kan eveneens tot de dood leiden. Daarbij is geen sprake van afsluiting van de luchtwegen zelf. In dat geval wordt gesproken over versmachting.
- Het stoppen met ademhalen, bijvoorbeeld door stoornissen in het centrale zenuwstelsel.
- De oorzaak van verstikking kan ook gelegen zijn in het onvoldoende functioneren van de longen zelf, bijvoorbeeld door longemfyseem, silicose of longkanker.

## Gevolgen
Aanvankelijk krijgt iemand die stikt door de opeenhoping van koolstofdioxide in de bloedsomloop het bekende benauwde gevoel, tenzij de verstikking door inerte gassen of decompressie geschiedt. Zuurstoftekort in het bloed leidt na enkele minuten tot verlies van het bewustzijn en zeer snel tot het uitvallen van vitale organen, met name de hersenen. Er volgt onherstelbare hersenbeschadiging, en vervolgens de dood.

## Veiligheidspositie ter voorkoming van verstikking
Bij EHBO-instructies wordt geleerd om verstikking of de kans daarop te voorkomen door een bewusteloos slachtoffer in de zogenaamde stabiele zijligging te leggen. De mond wordt gecontroleerd en een loszittend kunstgebit en eventuele etenswaren of kauwgom wordt verwijderd zodat de luchtweg vrij blijft. Bij rugligging bestaat de kans dat de tong de keel afsluit. De ademhaling dient elke minuut gecontroleerd te worden, bij het stilvallen ervan dient zo snel mogelijk met reanimatie te worden begonnen.

## Wat te doen bij een verstikking door verslikking
- Bij een verstikking met matige obstructie hoest het slachtoffer en heeft het een schrapende ademhaling. Als hulpverlener dient men het slachtoffer aan te moedigen om te blijven hoesten.
- Bij een slachtoffer met een hevige obstructie kan het slachtoffer niet hoesten en grijpt het zijn keel met beide handen beet en maakt hij automatisch het gebaar alsof hij gewurgd wordt. Het slachtoffer heeft bijna geen hoorbare ademhaling (hooguit enkel een piepend geluid). Een hulpverlener dient het slachtoffer voorover te buigen en met de hand vijfmaal krachtig tussen de twee schouderbladen te slaan. Met de andere hand dient het slachtoffer tegengehouden te worden om te voorkomen dat deze omvergeduwd wordt. Ondertussen moet er naar de mond van het slachtoffer van de persoon gekeken te worden om te kijken of het vreemde voorwerp uit de mond komt. Als het voorwerp uit de mond valt, kan worden gestopt. Indien het vreemde voorwerp niet uit de luchtweg is gekomen na vijfmaal op de rug geslagen te hebben, kan de heimlichmanoeuvre uitgevoerd worden. Indien dit niet direct helpt, kan deze handeling enkele keren worden herhaald. Indien de persoon bewusteloos raakt dienen ogenblikkelijk hulpdiensten (ambulance) ingeschakeld te worden en met reanimatie te worden gestart met de controle van het bewustzijn en ademhaling; indien het vreemde voorwerp zichtbaar is, dient het meteen te worden verwijderd. Na de controle van de ademhaling begint de reanimatie met vijf beademingen, gevolgd door 30 borstcompressies en dan tweemaal een beademing, voortgezet met een normale reanimatie van 30/2.

## Verstikkingsdood en executies
Er is sprake van verstikkingsdood indien verstikking de doodsoorzaak is. Er zijn ook vormen van executie die van verstikking gebruikmaken, bekend zijn wurging, ophanging en het gebruik van de plastic zak over het hoofd, zoals bekend is geworden door de film The Killing Fields die gaat over de burgeroorlog in Cambodja waarbij vele duizenden met behulp van de plastic zak zijn geëxecuteerd. Stikstofverstikking is in de Verenigde Staten voorgesteld als alternatief voor de nog in gebruik zijnde dodelijke injectie. Verstikking met een plastic zak is ook een methode van euthanasie/zelfmoord.

## Verstikking van planten
Verstikking treedt ook op bij planten indien de bladeren belemmerd worden in hun uitwisseling (ademhaling) van gassen (zie: Fotosynthese). Dit vindt bijvoorbeeld plaats als er een dikke laag stof de bladeren bedekt of als een landplant onder water gehouden wordt.